# Affaire Raymond Davis
L’affaire Raymond Davis est un incident diplomatique qui a affecté les relations entre les États-Unis et le Pakistan au début de l'année 2011.
Ancien soldat de l'Armée de terre des États-Unis, employé d'une société militaire privée et sous contrat avec la Central Intelligence Agency (CIA), Raymond Allen Davis  a, le 27 janvier 2011, tué deux hommes armés à Lahore, au Pakistan, qui selon ses déclarations, auraient tenté de l'attaquer. Un troisième Pakistanais a également été tué après avoir été percuté par une voiture envoyée, sur la demande de Davis, afin qu'il puisse quitter la zone de l'incident. Le gouvernement américain a fait valoir qu'il était protégé par une immunité diplomatique en raison de son emploi au consulat américain à Lahore, mais Davis a été incarcéré et accusé par les autorités pakistanaises d'un double assassinat et de possession illégale d'une arme à feu.
Le 6 février 2011, une des veuves d'un des hommes morts se suicida par une ingestion de mort-aux-rats, craignant que Davis soit libéré sans procès. Le 16 mars 2011, Davis a été libéré après que les familles des deux hommes tués eurent reçu 2,4 millions de dollars (1,7 million d'euros) dans le cadre de la Diyya (« prix du sang »). Les juges acquittèrent Davis de toutes les accusations et il partit aussitôt du Pakistan. 
Les attaques de drones américains au Pakistan qui avait été suspendues au lendemain de son arrestation reprirent le 20 février.
L'incident a conduit à de nombreuses protestations au Pakistan exigeant une action contre Davis. La révélation de sa proximité avec la CIA, alors supposée, fut faite.